# Diedersdorfer Grenzgraben
Der Diedersdorfer Grenzgraben ist ein Meliorationsgraben und linker Zufluss des Wäschereigrabens in Brandenburg.

## Verlauf
Der Graben beginnt auf einer landwirtschaftlich genutzten Fläche nordwestlich des Dorfzentrums von Diedersdorf, einem Ortsteil der Gemeinde Großbeeren im Landkreis Teltow-Fläming. Wenige Meter weiter östlich grenzt der Ortsteil Mahlow der Nachbargemeinde Blankenfelde-Mahlow an die Gemarkung und den Graben. Er verläuft rund 1,6 km in südsüdwestlicher Richtung und unterquert dabei die Bahnstrecke des Berliner Außenrings sowie die Chausseestraße, die von Westen aus Diedersdorf kommend in östlicher Richtung nach Blankenfelde-Mahlow verläuft.
Nach rund 500 Metern in südlicher Richtung zweigt er nach Osten hin ab und entwässert das erste Mal in den Wäschereigraben. Ein zweiter Teil des Grabens liegt und ein Kilometer südlich von Diedersdorf. Dieser Abschnitt verläuft auf rund 1,3 km in nordnordöstlicher Richtung, zweigt dann ebenfalls nach Osten hin ab und entwässert rund 280 Meter südlich der ersten Einlaufstelle ebenfalls in den Wäschereigraben.